# TCDD HT65000
El HT65000 es un tren de alta velocidad de los ferrocarriles turcos TCDD, se denominó provisionalmente como Hızlı Tren («tren veloz»), fue adquirido a la empresa española CAF con 12 automotores eléctricos derivados de la serie 120 de Renfe aunque con diferencias importantes.

## Características
- Monotensión (25 kV 50Hz)
- Ancho UIC (sin cambio de ancho)
- Composiciones de 6 cajas y 419 plazas sentadas (4 cajas y 238 plazas la serie 120 de Renfe)
- Tracción Mitsubishi (y no Alstom)
- Potencia de 4.800 MW (4.000 MW la serie 120 de Renfe)
- Sistema de control SEPSA (y no COSMOS)
- Interiorismo cuidado que incluye pantallas individuales en los asientos de primera clase.

Estos trenes circulan desde 2008 por la línea de alta velocidad Ankara-Eskişehir (245 km), que supone el primer tramo de la línea de alta velocidad Estambul-Ankara.

## Contrato, fabricación y costo
Un primer contrato por 10 unidades y 180 M€ fue adjudicado a CAF el 4 de octubre de 2005. Un segundo contrato por dos unidades adicionales y 37 M€ (equivalente a 43049 €/plaza en € de dic 2006) fue ratificado el 18 de octubre por una delegación de los ferrocarriles turcos -encabezada por su presidente, Süleyman Karaman- durante la recepción de la primera unidad de los diez trenes contratados en 2005 en la fábrica de CAF en Beasáin.

## Transporte a Turquía
Días después de una presentación en la fábrica de CAF en Beasáin (España) el 18 de octubre de 2007, la primera unidad fue transportada a principios de noviembre a Hendaya en camiones y de allí remolcada pasando por Suiza (Bahnforum info) hasta el puerto de Sirkeci donde el 21 de noviembre de 2007 fue embarcada para pasar el Bósforo (el túnel submarino "Marmaray" está aún en construcción).
Una vez llegó al otro lado, fue nuevamente acoplada y remolcada hasta Ankara, donde está ahora en las instalaciones de TCDD a la espera de comenzar las pruebas.